# Ślebiodowa Grapa
Ślebiodowa Grapa (633 m n.p.m.) lub Ślebiedowa (652 m) – szczyt na długim grzbiecie Wzniesienia Szare, odbiegającym od Ochodzitej na wschód, potem zmieniającym kierunek na północno-wschodni. Kolejno znajdują się w nim: Koczy Zamek, wierzchołek 808 m, Cypel, Gryniówki i Ślebiodowa Grapa na północno-wschodnim końcu tego grzbietu. Północno-zachodni stok Ślebiodowej Grapy opada do potoku Janoszka, południowo-wschodni do potoku Szarzanka, północno-wschodni do Bystrej.
W gwarze polskich i słowackich górali słowo grapa oznacza strome lub urwiste zbocze, grzbiet lub wzniesienie.
W regionalizacji fizycznogeograficznej Polski według Jerzego Kondrackiego Ślebiodowa Grapa znajduje się w Beskidzie Śląskim, w nowej regionalizacji na Międzygórzu Jabłonkowsko-Koniakowskim.
Grzbietem od Ślebiodowej Grapy po Koczy Zamek biegnie nieznakowana ścieżka, z której w wielu miejscach rozciągają się szerokie widoki. Grzbietem tym biegnie też granica między wsią Kamesznica (po północnej stronie) i wsiami Laliki i Szare (po południowej stronie) w województwie śląskim, w powiecie żywieckim, w gminie Milówka. Grzbiet i stoki Ślebiodowej Grapy obecnie są w większości porośnięte lasem, ale dawniej były bardziej bezleśne. Mirosław Baraniecki w 2007 r. pisał w przewodniku turystycznym, że droga biegnie wśród pól i zagajników. Latem towarzyszą nam dzikie czereśnie obsypane drobnymi, czarnymi, bardzo słodkimi owocami, a jesienią znajdziemy tu sporo jeżyn. Z grzbietu oryginalne widoki. Na północno-zachodnim stoku w Kamesznicy jest narciarski wyciąg orczykowy.